# 2021 DM15
2021 DM15 est un objet binaire de la ceinture de Kuiper faisant partie des cubewanos découvert le  17 février 2021, un compagnon a été trouvé le même jour.

## Caractéristiques
2021 DM15 mesure environ 89 km de diamètre ayant un satellite de 72 km. Les objets orbitent à 13 000 km l'un de l'autre,. L'objet pourrait être qualifié de transneptunien double.